# Dīmītrīs Froxylias
Dīmītrīs Froxylias (in greco Δημήτρης Φροξυλιάς?; Larissa, 28 giugno 1993) è un calciatore cipriota, centrocampista dell'APOP Parekklisia.